# St. Hedwig (Bremen)

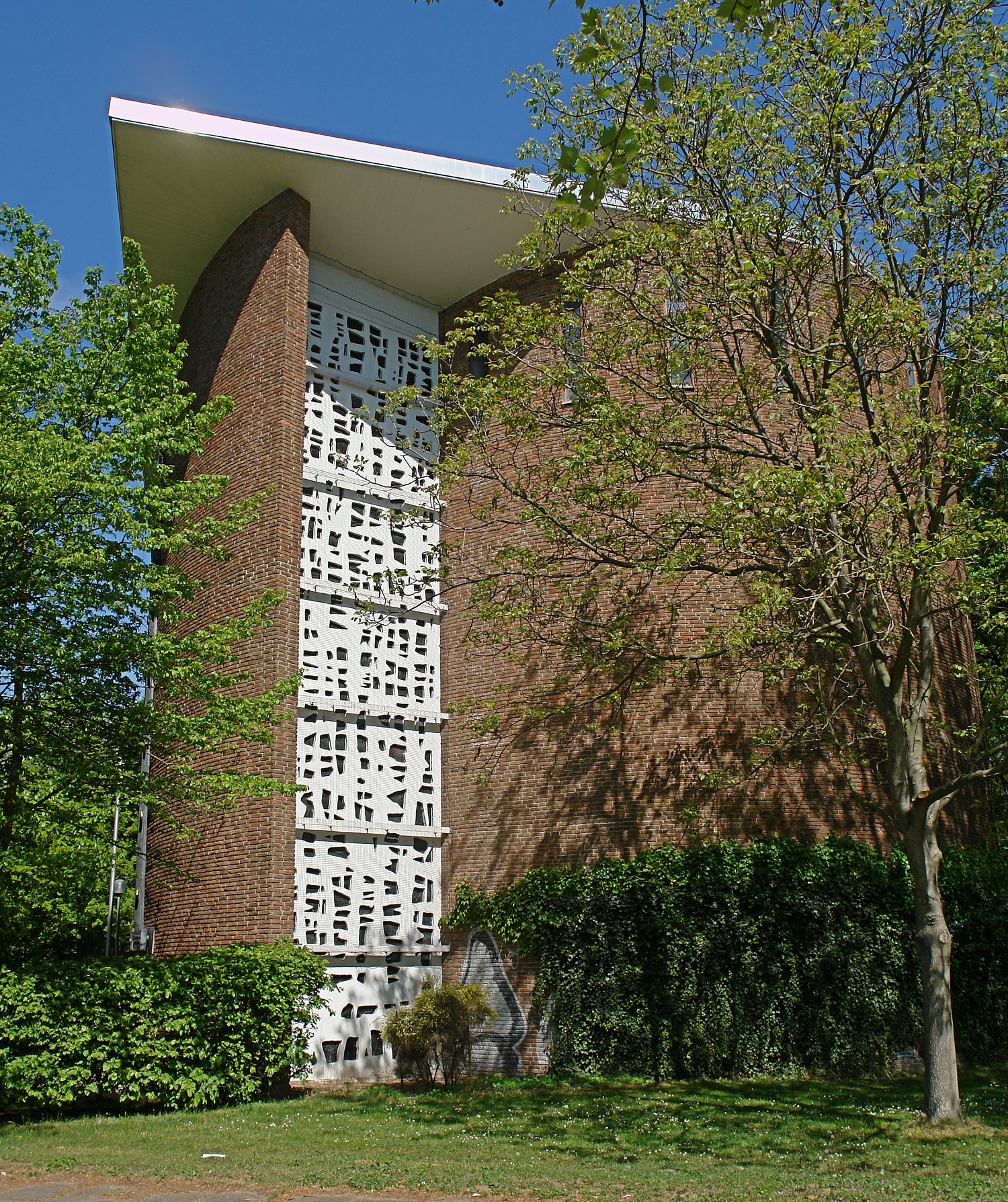
St. Hedwig-Kirche in der Vahr, Buntglasfenster und Apsis, Südseite

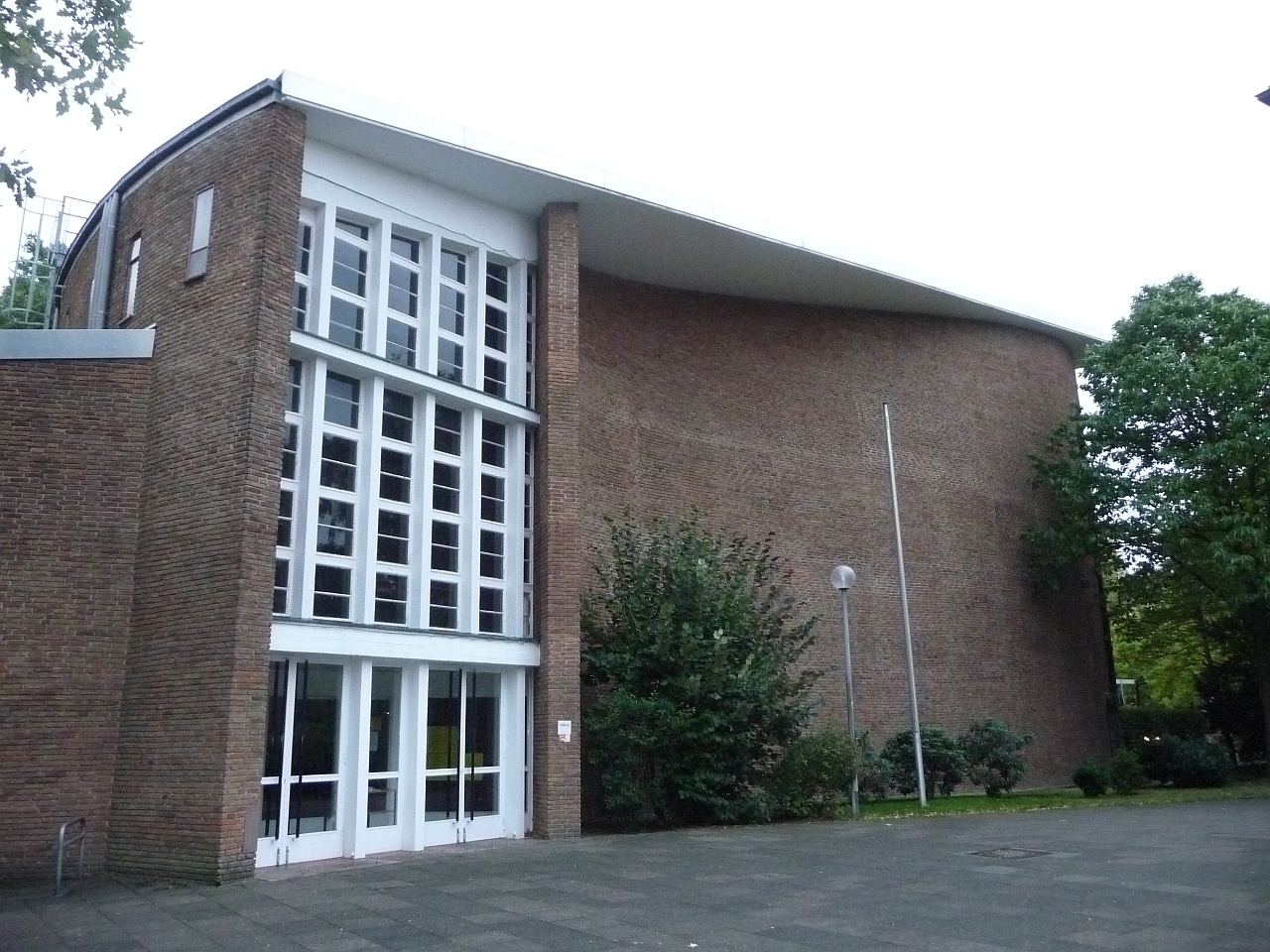
Eingang zu St. Hedwig, Westseite

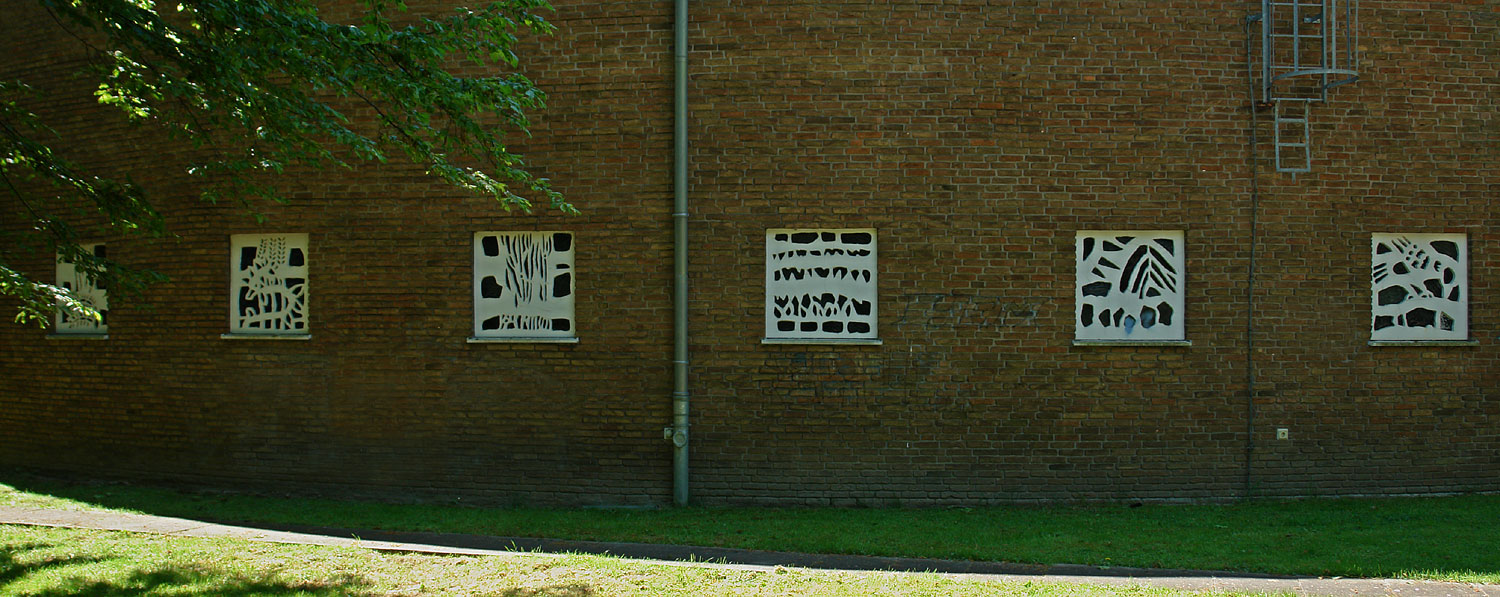
Fenster an der Nordseite

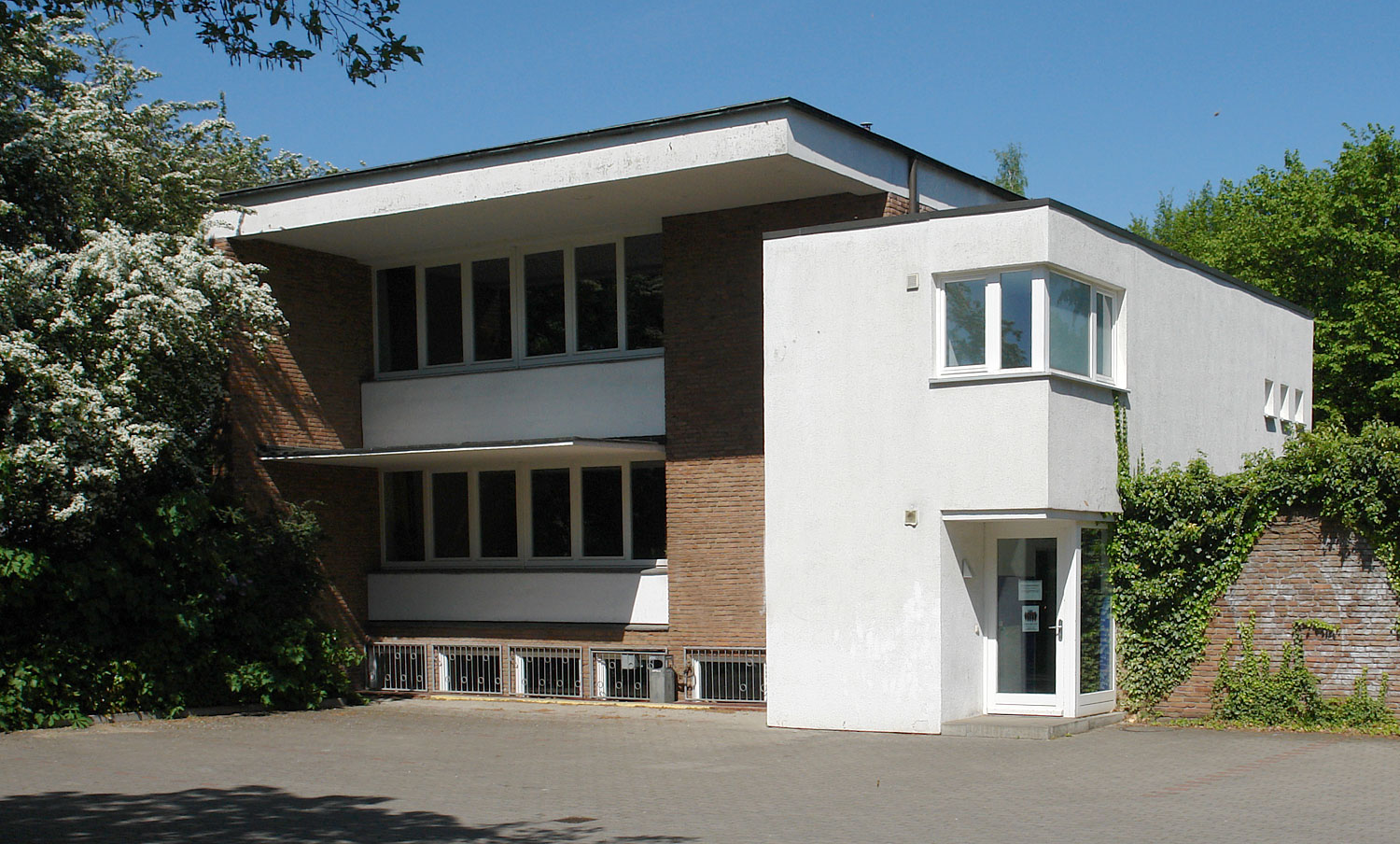
Jugendhaus der Kirche

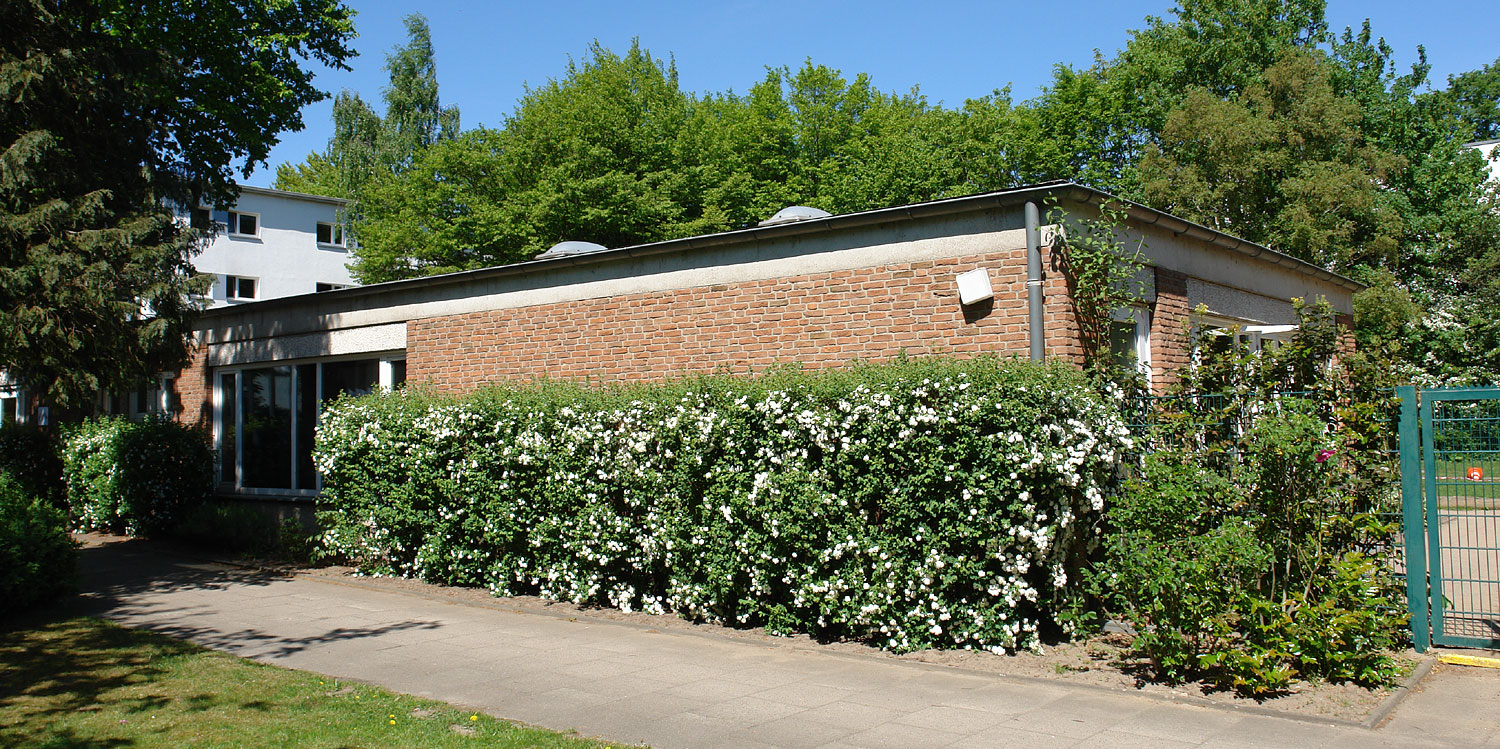
Kindergarten

St. Hedwig ist eine katholische Kirche der Pfarrgemeinde St. Raphael, die bis 1963 in der Bremer Vahr, Ortsteil Neue Vahr Südost, Kurt-Schumacher-Allee 62/Geschwister-Scholl-Straße errichtet wurde.

## Geschichte zum Bauwerk
Der Stadtteil Neue Vahr wurde ab 1957 für rund 30.000 Einwohner errichtet, darunter viele katholische Vertriebene aus Oberschlesien und Ostpreußen. Ein provisorischer Raum für den Gottesdienst befand sich seit 1958 in der ehemaligen Kaserne (heute Polizeipräsidium) in der Vahr. 1959 beauftragte das Bistum Osnabrück die katholische Gemeinde Bremen, den Bau einer Kirche in der Vahr vorzubereiten. Den Bau-Wettbewerb unter Vorsitz von Rudolf Schwarz mit fünf eingeladenen Teilnehmern gewannen 1960 die Osnabrücker Architekten Theo Burlage und Bernd Niebuer, welche die weiteren Planungen durchführten. Burlage hatte bereits 1931 die Elisabethkirche in Bremen-Hastedt geplant.
Vom September 1961 bis März 1963 wurde die Kirche gebaut und 1964 eingeweiht. Das Gelände ist stark durchgrünt.

### Baubeschreibung
Der Grundriss der Kirche gleicht der Form eines eucharistischen Fisches, der in der Ikonographie ein Symbol für Christus ist. Erkennbar wird diese Symbolik nur durch den gezeichneten Grundriss. Wie u. a. bei der evangelischen Auferstehungskirche in Hastedt vom Architekten Carsten Schröck fand hier eine organische Architektur ihre Anwendung. Die geschwungene Außenfassade mit dem apsisartigen Altarbereich zur Straße wurde mit rotbraunen Steinen verklinkert. Das leicht nach Süden (Altar) ansteigende Dach mit seinen Überständen setzt sich durch ein schmales weißes Gesims ab.
Durch den Westeingang gelangt der Besucher unter einer Empore zu dem geschwungenen Kirchenschiff mit einer Dachhöhe von 15 m, das oben durch eine leicht geneigte, glatte und mit Holz verkleidete Decke abgeschlossen wird.
Gegenüber einer verputzten, weiß gestrichenen, konkav geschwungenen Wand steht die konvex geformte Westwand aus sichtbaren, rotbraunen Klinkern; eine Textur wie bei der Außenfassade. Über drei Stufen gelangt man zur weißen Apsis des Altarbereichs und der Orgel. Die geschwungenen Wände und das Hell und Dunkel geben den Raum Kontrast und Spannung.
Rechts davon befindet sich ein vertikales Buntglasfenster mit weißen, roten und blauen, unregelmäßigen Glasbausteinen, gestaltet von  Rudolf Krüger-Ohrbeck.
Eine Glaswand beim Haupteingang und die vertikalen Fenster wie ein Obergaden unter der Decke schaffen viel Licht. Das Buntglasfenster von Krüger-Ohrbeck in der Seitenkapelle (früher Taufkapelle) soll den Brennenden Dornbusch (2. Mose 3,2; Ex 3,2 ) und das Durchschreiten des Roten Meeres (2. Mose 14,19-29; Ex 14,19 ) darstellen.
Links neben dem Eingang befindet sich die Werktagskapelle und östlich der zweigeschossige Anbau für die Sakristei, letzterer wie eine Rückenflosse zum Fischgrundriss. Die Gemeindebauten stehen westlich der Kirche. Ein geplanter, separater Kirchturm wurde aus finanziellen Gründen nicht gebaut.

### Ausstattung
- Altar
- Tabernakel, Kreuzgruppe, Taufbecken und Marienfigur stammen vom Künstler Rudolf Krüger-Ohrbeck.
- Teil einer Hedwigs-Reliquie aus Breslau, das 1960 der Hildesheimer Bischof Janssen als Geschenk erhielt
- Kreuzweg-Darstellung in Batik-Technik von 1981, geschaffen durch Elisabeth Kaiser-Arentz
- Statue der Hl. Hedwig vom Bildhauer Poletty (Altötting) als Kopie einer gotischen Skulptur eines unbekannten Meisters um 1430, die heute im Kloster Niedernburg in Passau steht
- Die Orgel stammt aus dem Jahr 1994 und wurde von Alfred Kern aus Straßburg gebaut. Sie verfügt über 16 Register auf zwei Manualen und Pedal. Sie steht – ungewöhnlich für eine katholische Kirche – hinter dem Altar an der Chorwand.[2][3]

### Denkmalschutz
Das Kirchengebäude, das zweigeschossige Pfarr- und Gemeindehaus von 1964, das zweigeschossige Jugendhaus von 1964 (alle von Burlage und Niebuer) und der eingeschossige Kindergarten, 1972 von Karl-Heinz Bruns, wurden 2000 unter Bremer Denkmalschutz gestellt.

## Kirchgemeinde
1960 wurde für die Ortsteile Neue Vahr Nord, Neue Vahr Südost und Neue Vahr Südwest eine seelsorgerisch selbstständige Pfarrgemeinde St. Raphael Bremen gegründet. St. Hedwig steht unter dem Patronat der Heiligen Hedwig – der Schutzpatronin der Schlesier. Die Gemeinde ist zugleich Kirchgemeinde für St. Antonius in Bremen-Osterholz, St. Godehard in Bremen-Hemelingen, St. Laurentius im Ortsteil Gartenstadt Vahr und St. Thomas im Ortsteil Blockdiek.
Die Gemeinde unterhält bei St. Hedwig die Kindertagesstätte St.Hedwig. Es gibt bei der Gemeinde u. a. den Frauengesprächskreis, die Kath. Junge Gemeinde, einen Seniorenkreis, den Chor, den Ghana-Kreis und den Eine-Welt-Laden. Ein Förderverein von 1981 unterstützt die Gemeinde.